# Kehidakustány

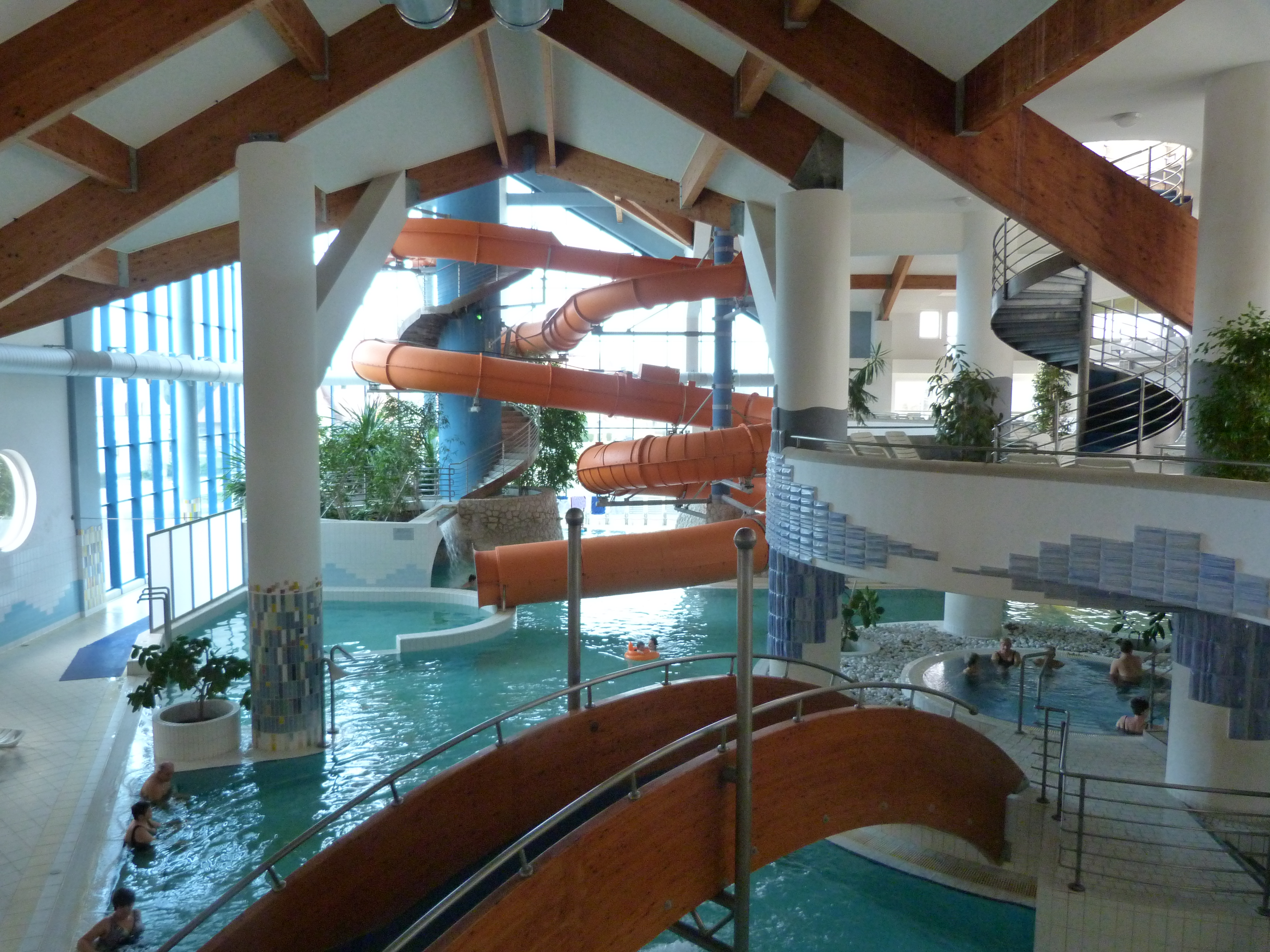
Termální lázně uvnitř

Kehidakustány (vyslovováno [kehidakuštáň]) je obec v Maďarsku v župě Zala, spadající pod okres Zalaszentgrót. Vznikla v roce 1941 sjednocením tří vesnic Kehida, Kustány a Barátsziget do jedné obce. Nachází se asi 9 km jižně od okresního města Zalaszentgrótu a v roce 2015 zde žilo 1 187 obyvatel. Po obci Türje a okresním městě Zalaszentgrót je třetí největší obcí v okresu a nejmenší obcí s počtem obyvatel vyšším než tisíc.
Nejdůležitějšími silnicemi procházejícími vesnicí jsou 7352 a 7355, samotné vesnici však náleží i silnice 7356 a 7357, které jsou však pouze ve vesnici a tvoří zde spolu se silnicí 7352 jakýsi okruh. Prochází zde řeka Zala, přes kterou je zde most. Na sever se nachází město Zalaszentgrót, na severozápad vesnice Kallósd, na západ Almásháza a Padár, na jihozápad Ligetfalva a Tilaj, na jih Zalacsány, na jihovýchod Felsőpáhok, Nemesbük a město Hévíz, na východ Zalaköveskút, na severovýchod Zalaszentlászló. Ze všech okolních vesnic (mimo města) je Kehidakustány rozlohou a počtem obyvatel největší.
Vesnice je známá především díky svým termálním lázním Kehida Thermal. Dále je zde zámek Deák-kúria a k němu připadající muzeum, zřícenina hradu Kustányi romtemplom a římskokatolický kostel Zvěstování Panny Marie. Ve vesnici se nachází základní škola a školka. Vzhledem k těmto památkám je vesnice častým cílem turistů, takže se zde nachází informační centrum, několik hospod, restaurací, ubytování a kempů.